# Трійчастий нерв
Трійча́стий нерв (лат. nervus trigeminus) — Ⅴ пара черепних нервів у людини та у хребетних тварин. Назва походить від його поділу на три основні стовбури, хоча в деяких тварин нерв має чотири основні гілки. Уперше нерв так був названий у 1732 році. Найтовстіший серед усіх черепних нервів. За функцією — це змішаний нерв, який складається з чутливих (загальних соматосенсорних) і рухових (спеціальних вісцеромоторних) нервових волокон. Чутливою іннервацією забезпечує шкіру лицьового відділу, слизові оболонки рота, носа, придаткових пазух, кон'юнктиву, частину твердої оболони головного мозку, зовнішнє вухо та слизову середнього вуха, зуби та періодонт, скронево-нижньощелепний суглоб (поверхнева і глибока чутливість). Завдяки руховим гілкам трійчастий нерв іннервує деякі м'язи, серед яких жувальні. З огляду на наявність декількох типів волокон, патологічні процеси, пов'язані з нервом, будуть проявлятися як чутливими, так і руховими порушеннями. Наприклад, серед патологій, які уражають нерв, досить відомою є невралгія трійчастого нерва, при якій виникатиме гострий пекучий біль в ділянках іннервації однієї гілки чи гілок трійчастого нерва.

## Ембріогенез у людини

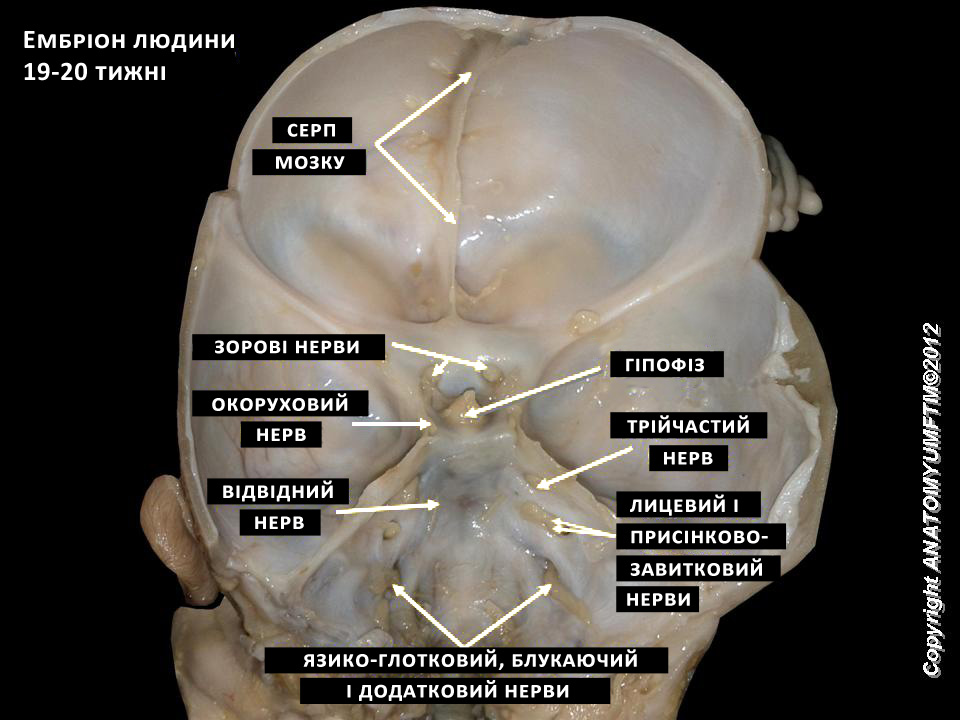
Зачаток трійчастого нерва

Вже на 26 дні розвитку вдається візуалізувати трійчастий вузол. Сам трійчастий вузол є похідним очної та верхньощелепно-нижньощелепної трійчастих плакод. Окрім плакоди, трійчастий вузол є також похідним нервового гребеня. На 32 день розвитку у людського ембріона можна розрізнити два основних нервових стовбура, які відходять від вузла: очний стовбур (з нього розвинеться перша гілка трійчастого нерва та верхньощелепно-нижньощелепний стовбур, масивніший за попередній, з якого розвиватимуться друга та третя гілки нерва). На 33 дні внутрішньоутробного розвитку трійчастий вузол є найбільшим серед нервових вузлів черепних нервів і в нього вже наявні три гілки, характерні для зрілого нерва: очна, верхньощелепна та нижньощелепна. На початку п'ятого тижня ці гілки досягають органів-мішеней. Мієлінізація нерва розпочинається на дев'ятому тижні, а повністю сформовану мієлінову оболонку видно на двадцять третьому тижні розвитку. Вже на восьмому тижні налагоджуються рефлекси від шкіри обличчя. У цей час формуються центральні шляхи нерва.
З трійчастого вузла виходять відростки, які відповідають за поверхневу чутливу іннервацію. Пропріорецепторна (загальна чутлива глибока) іннервація забезпечується нейронами середньомозкового ядра трійчастого нерва. На 33 дні можна розгледіти відростки від ядра, які входять до складу нерва.
Нейрони, які формують руховий корінець, утворюється в базальній пластинці ромбоподібного мозку, у ромбомерах 2 та 3. Тому рухова частина нерва є похідною нервової трубки. Вперше руховий корінець можна спостерігати на 28 дні розвитку. Також вдається візуалізувати рухове ядро. На 33 дні уже чітко видно моторну складову нерва, яка разом із пропріоцептивними відростками з'єднується з нижньощелепним нервом. На початку дев'ятого тижня розпочинається іннервація м'язів нижньої щелепи.
Також трійчастий нерв належить до так званих нервів зябрових дуг (такими нервами є ще лицевий, язико-глотковий та додатковий), оскільки вони тісно пов'язані з їх похідними й іннервують їх. Перша зяброва дуга та її похідні (дерма передньої частини голови, жувальні м'язи, м'яз-натягувач барабанної перетинки, м'яз-натягувач піднебіння, переднє черевце двочеревцевого м'яза, підщелепно-під'язиковий м'яз) іннервуються саме трійчастим нервом.

## Філогенез та порівняльна анатомія

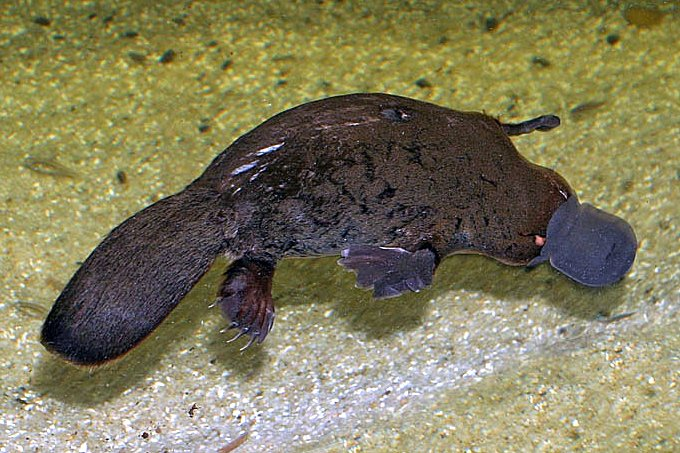
У качкодзьоба наявна унікальна для ссавців електрорецепція, яка забезпечується трійчастим нервом

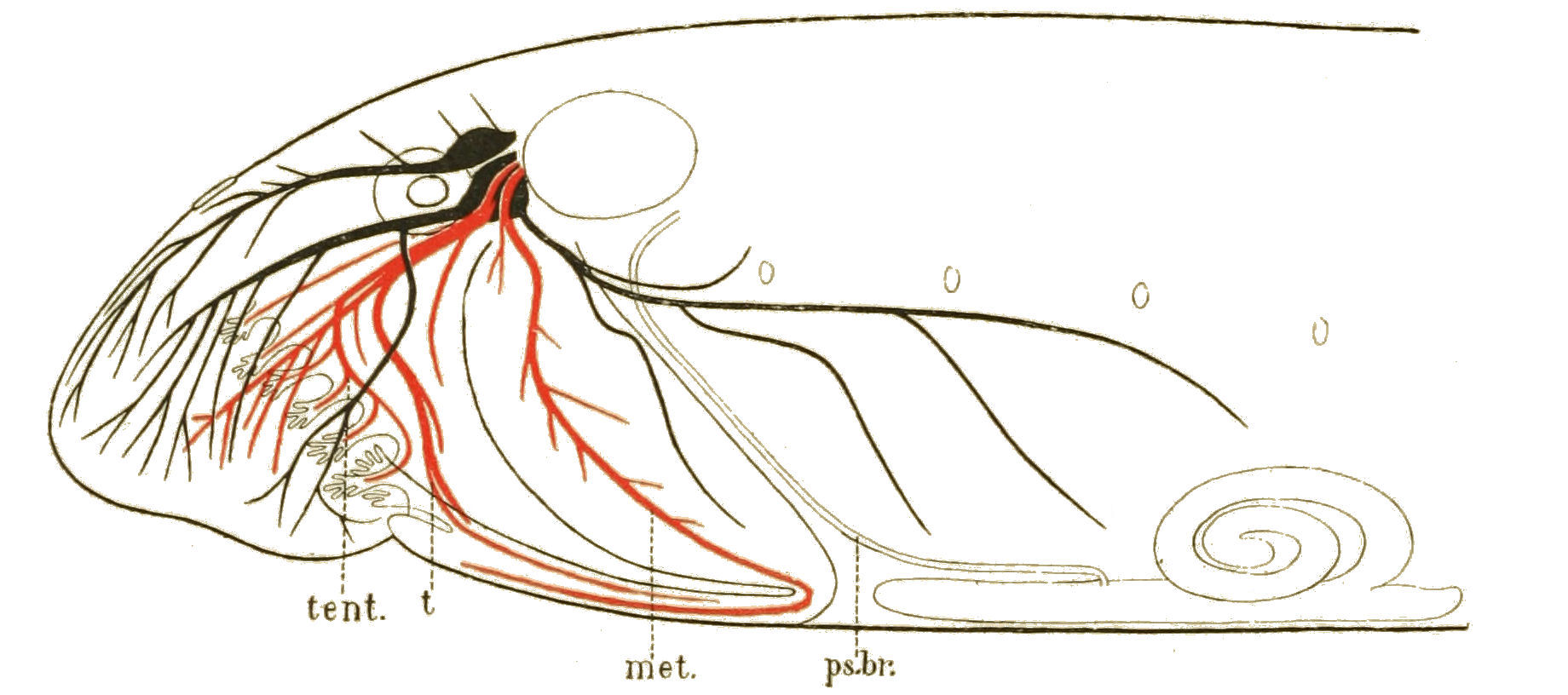
Розгалуження трійчастого нерва в міноги

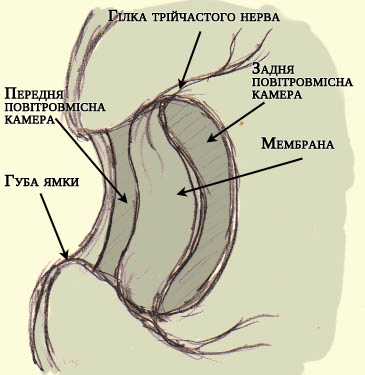
Орган, який відповідає за інфрачервоне бачення, ямкоголових змій і його зв'язок із трійчастим нервом.

В анамній сенсорна іннервація обличчя забезпечується обома трійчастим та лицевим нервами. В амніотів ця функція майже повністю переноситься на трійчастий нерв, хоча чутливі волокна можна знайти і у проміжнолицевому (частина лицевого нерва), і у під'язиковому, і у блукаючому нервах. Доброго розвитку нерв зазнає в тих тварин, в яких є виступаюча морда чи рило, велика кількість ворсинок. Наприклад, у слонів хобот інервується дуже великим нервом, який утворюється злиттям лицевого нерва та верхньощелепної гілки трійчастого нерва.
З точки зору філогенезу нерв виник при з'єднанні глибокого очноямкового нерва та його вузла з трійчастим нервом; у тих видів тварин, в яких цей нерв приєднався, він перетворився на очний нерв — одну з гілок трійчастого нерва. У багатьох анамній зберігся окремий поділ цих нервів, наприклад у променоперих та хрящових риб. Також у окремих видів анамній наявний поверхневий очноямковий нерв (наприклад, в акул) і тому комплекс трійчастого нерву у них складається з чотирьох гілок.
Трійчастий нерв у всіх хребетних має подібний принцип анатомічної будови. Так, у риб трійчастий нерв належить до групи зябрових нервів, що іннервують зяброві комплекси. Зябровий нерв складається з чутливої передзябрової гілки, надзябрового вузла (лат. ganglion epibranchiale) та змішаної післязябрової гілки, у вузлі лежать чутливі нейрони, що віддають відростки до обох гілок; рухові волокна (аксони) формуються у центральній нервовій системі та проходять транзитом через вузол. Такий ж принцип будови простежується у трійчастому нерві людини: трійчастий вузол є гомологом надзябрового вузла, верхньощелепний та нижньощелепний нерви — гомологами відповідно передзябрової та післязябрової гілок.
Окрім стандартних функцій (температурна, больова, глибока чутливості та забезпечення рухомості нижньої щелепи), деякі тварини мають рідкісні модифіковані можливості. Так, удави та пітони (Boidae) та змії підродини Ямкоголові (Crotalinae) мають інфрачервоне чуття. Це чуття забезпечується верхньощелепним нервом та передається до специфічного для цих змій ядра — латерального ядра трійчастого нерва (наявне ще в кажанів підродини Desmodontinae, але розвивалося незалежно від змій). Нейрони, які тут розташовані, відправляють свої аксони до теплового ядра сітчастого утворення. Ще одна модифікація наявна в качкодзьоба. У нього термінальні гілочки нерва пов'язані з електрорецепторами та специфічними механорецепторами, які дозволяють вловлювати електричні потенціали та механічні коливання їжі качкодзьоба — креветок. Аналогічні механорецептори є й в інших однопрохідних — єхидни та проєхидни. Ще одна модифікація є у пструга: завдяки трійчастому нерву ця риба добре відчуває магнітне поле, оскільки термінальні гілочки нерва з'єднані з рецепторами, які чутливі до магнетину. Такі ж, чутливі до магнітних коливань і пов'язані з першою гілкою трійчастого нерва, рецептори є в голубів. У людей трійчастий нерв містить чутливі до капсаїцину (відчуття гострої пекучої їжі) волокна, які мають на закінченнях молекули білка-терморецептора TRPV1.

## Анатомія

### У стовбурі мозку

#### Основні ядра

Топографія ядер трійчастого нерва (чутливі ядра виділені темно-синім, моторне — блідо-червоним з позначкою «V»)

Трійчастий нерв пов'язаний із 4 ядрами. Оскільки нерв є змішаним, то і ядра будуть сприймати різну інформацію.
- Головне ядро трійчастого нерва, або (рідше) верхнє трійчасте ядро, (лат. nucleus principalis nervi trigemini) розташоване в боковому відділі моста. Воно є чутливим і складається з нейронів, які своїми дендритами сприймають сигнал від нейронів трійчастого вузла, а аксонами прямують до таламуса. Ядро сприймає тактильну інформацію (дотик) від відділів голови, що іннервуються гілками трійчастого нерва[19][20].

- Спинномозкове ядро трійчастого нерва (лат. nucleus spinalis nervi trigemini) простягається вздовж довгастого мозку до C-2 сегменту спинного мозку. Як і попереднє, це ядро — чутливе. Воно сприймає больові та температурні подразнення. Аксони та дентрити сприймають та передають сигнали в таких же напрямках, як і в головному. До цього ядра доходять також і тактильні подразнення.[21] Певна частина волокон Ⅶ, Ⅸ та Ⅹ нервів також пов'язана з цим ядром, посилаючи больові і температурні подразнення від своїх зон (наприклад, вушної раковини)[22][23][24].

- Середньомозкове ядро трійчастого нерва (лат. nucleus mesencephalis nervi trigemini) є чутливим і складається з нейронів, які безпосередньо сприймають подразнення з периферії. Це єдині первинні нейрони в складі ЦНС. Сприймає пропріоцептивні подразнення.[25] В основному волокна прямують до рухового ядра та утворюють просту рефлекторну дугу, необхідну для забезпечення жування. Інша частина прямує до проміжного мозку[19][26]. Однак, не всі нейрони, які сприймають пропріоцептивні подразнення знаходяться тут: тіла нейронів, волокна яких прямують від м'язових веретен жувальних м'язів знаходяться в ядрі, від рецепторів періодонту — у вузлі та ядрі, а від решти пропріорецепторів жувальних м'язів та від пропріорецепторів інших м'язових груп (окорухові м'язи) — в трійчастому вузлі[27].

Усі чутливі ядра трійчастого нерва формують одне ядро — трійчасте ядро трійчастого нерва (лат. nucleus trigeminalis nervi trigemini). Це ядро — найбільше серед усіх ядер черепних нервів. В англомовній літературі спинномозкове ядро та головне ядро додатково об'єднюють під назвою trigeminal sensory nuclear complex.
З ядрами пов'язані ще одні анатомічні утвори — шляхи (тракти). Шляхи — це сукупність нервових відростків, що простягаються на певній довжині, з'єднують функціональним зв'язком нейрони, та утворюють білу речовину ЦНС. Довші шляхи прямують до інших відділів ЦНС. Коротші трійчасті шляхи пов'язують із протяжністю деяких ядер, а також ці шляхи єднають ядра нерва між собою. Оскільки спинномозкове ядро є дуже довгим, то відростки, що прямують до нього, утворюють низхідний пучок волокон — спинномозковий трійчастий тракт (лат. tractus trigeminalis spinalis). В цьому тракті є певна організація волокон: ті, що прямують від очного нерва розташовані спереду; ті, що йдуть від нижньощелепного нерва (а також волокна від Ⅶ, Ⅸ та Ⅹ пар черепних нервів, які ідуть від ділянки вушної раковини та слухових проходів) — позаду; між ними розташовані волокна від верхньощелепного нерва. Волокна від усіх гілок представлені на кожному рівні ядра. Другим протяжним ядром є середньомозкове; тракт називатиметься середньомозковим трійчастим трактом (лат. tractus trigeminalis mesencephalis).
- Четверте ядро — рухове ядро трійчастого нерва (лат. nucleus motorius nervi trigemini). Воно розташоване в тій же ділянці, що й головне, але присередніше відносно нього. Аксони нейронів прямують у складі рухового корінця[31][1].

#### Інші ядра
Окрім цих канонічних ядер, існує ряд скупчень нейронів, які пов'язані з трійчастим нервом та утворюють менші за розміром ядра. Так, в англомовній літературі у мишей (гомолога у людини не виявлено) було описано supratrigeminal nucleus. Воно розташоване попереду спинномозкового ядра, дозаду стосовно рухового ядра, ззовні межує з головним ядром, а з середини зливається з сітчастим утворенням. Іншим, вже наявним у людей, ядром є intertrigeminal nucleus, локалізоване між головним та моторним ядрами. У дослідах на тваринах було показано, що і перше, і друге ядро пов'язане з руховим ядром трійчастого нерва; intertrigeminal nucleus також пов'язане з такими рефлекторними діями, як позіхання та кліпання. Peritrigeminal nucleus є чутливим ядром. Воно отримує сигнали від пульпи та зубів і наявне у людини та інших тварин. Paratrigeminal nucleus є ще одною гіпотетично чутливою ділянкою, проте її функція та зв'язки до кінця не з'ясовані.

#### Проєкція ділянок обличчя у ядрі

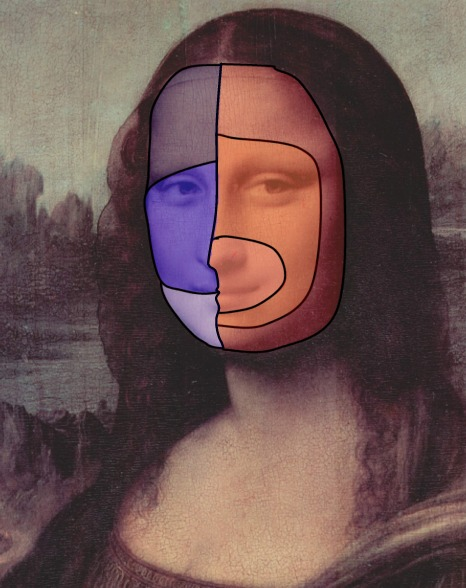
Праворуч позначені зони Зельдера, ліворуч — зони іннервації гілок трійчастого нерва

Дуже важливим із погляду і анатомії, і клінічних проявів є спинномозкове ядро, і асоційований з ним шлях. Річ у тім, що до певної ділянки ядра приходять волокна від певної частини передньої ділянки голови. Розрізняють три частини спинномозкового ядра.
- Оральна частина (лат. pars oralis) — ділянка ядра, що розташована найближче до головного ядра. Сприймає інформацію з ротової та носової порожнин, тому пов'язане з больовими та температурними відчуттями, які виникають в цих порожнинах[34][35][33].

- Каудальна частина (лат. pars caudalis) — ділянка ядра, що розташована найближче до спинного мозку. Є ключової ділянкою у сприйнятті больових та температурних подразників від шкіри обличчя. Інформація аналізується за певним топічним принципом: центральні ділянки обличчя аналізуються більш рострально в ядрі (ближче до кінцевого мозку), а периферичні — дорсально (ближче до спинного мозку). На обличчі та чи інша ділянка має вигляд дуги або підкови і називається зоною Зельдера[36][35][33][21].

- Між цими двома частинами знаходиться інтерполярна частина (лат. pars interpolaris) — теж отримує сигнали з ротової порожнини, однак не такі потужні, як у випадку оральної частини[20][35][33].

Соматотопічна організація притаманна і головному ядру. Нейрони його задньоприсередньої частини сприймають подразнення від ротової порожнини та формують неперехрещений задній трійчасто-таламічний шлях. Нейрони передньобічної частини сприймають інформацію від всіх гілок (від обличчя). Ця передньобічна частина розподілена між гілками так: інформація від нижньощелепного нерва аналізується дорсально, від очного — вентрально, а від верхньощелепного — між ними.

### Вихід зі стовбура та поділ на гілки

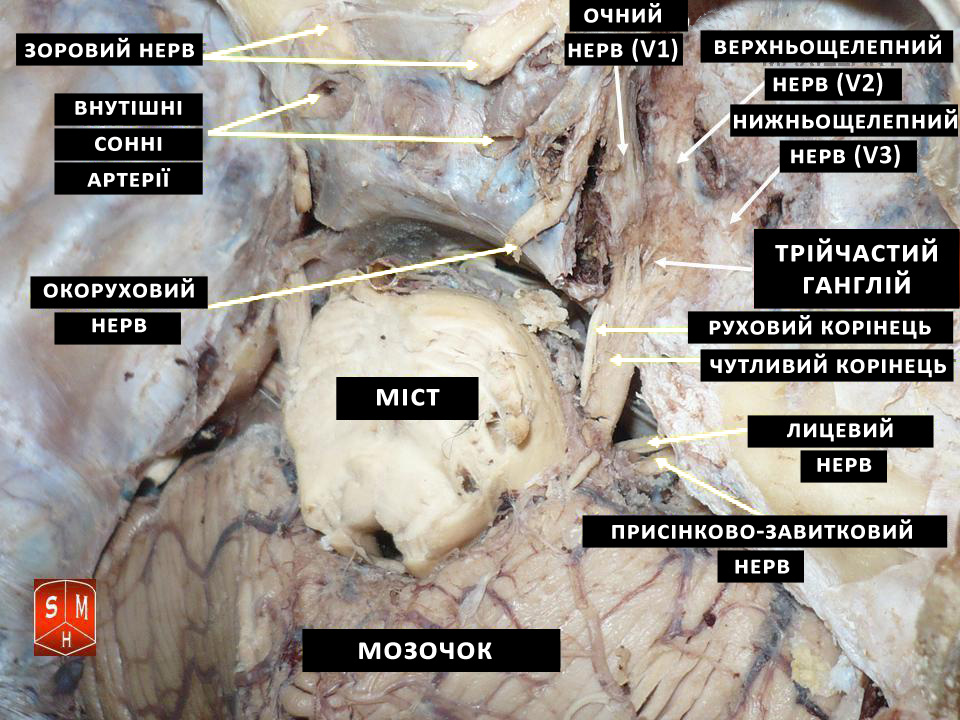
На фотографії видно як із моста виходять два корінці, їхній підхід до трійчастого вузла та вихід трьох основних гілок

Нерв виходить двома корінцями з антеролатеральної (передньобокової) частини моста, спереду від середньої ніжки мозочка. Більший корінець — це чутливий корінець (лат. radix sensoria), а тонший — руховий (лат. radix motoria). Покидаючи задню мозкову ямку, нерв входить у середню. Опісля попадає в розширення твердої мозкової оболони — трійчасту порожнину (порожнину Меккеля). У порожнині лежить анатомічний утвір, який безпосередньо зв'язаний із чутливим корінцем нерва — трійчастий, або півмісяцевий гангліон (інший синонім — вузол Гассера — за назвою вченого, що вперше описав його). Клітини, які в ньому містяться — це псевдоуніполярні нейрони, які своїми аксонами й утворюють чутливий корінець, що прямує до ядер ЦНС (головного ядра трійчастого нерва в мості та спинномозкового ядра, яке простягається вздовж стовбура мозку). Дендрити (дендрити вони у функціональному плані, а з точки зору анатомії — це периферична гілка аксона) відходять на периферію й утворюють три головні гілки трійчастого нерва:
- очну (може позначатися як (V1)
- верхньощелепну (V2)
- нижньощелепну (V3)

До складу чутливого корінця входять також дендрити нейронів середньомозкового ядра нерва, які тільки проходять наскрізь через вузол і сприймають пропріоцептивні подразнення.

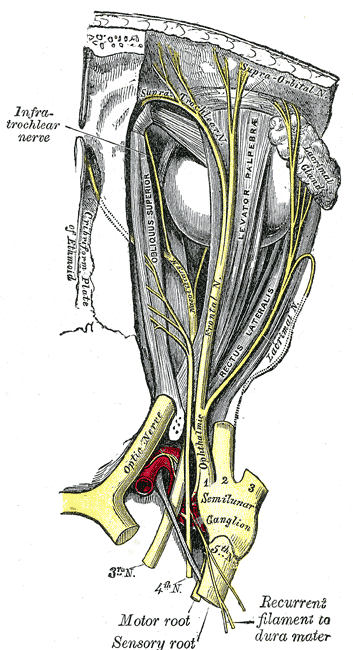
Очний нерв (також видно розділення основного стовбура на три гілки)

Руховий корінець проходить біля передньої поверхні півмісяцевого вузла; складається з аксонів нейронів, які локалізуються в руховому ядрі трійчастого нерва. Минаючи Гассерів вузол, він приєднується до нижньощелепного нерва й утворює єдину змішану гілку трійчастого нерва (очний та верхньощелепний нерви — суто чутливі нерви).
Усі три гілки виходять із порожнини черепа та прямують до ділянок, які вони іннервують.

### Зони іннервації гілок

#### Очний нерв
Очний нерв покидає порожнину черепа через верхню очну щілину. Перед самим виходом від нього відходить гілка, яка іннервує тверду оболону. Сам нерв ділиться на три головні гілки: лобний нерв (лат. nervus frontalis), слізний нерв (лат. nervus lacrimalis) та носовійковий нерв (лат. nervus nasociliaris). Лобний нерв віддаючи менші гілки іннервує ділянку лоба (окремі частини лобної ділянки іннервуються також гілками верхньощелепного нерва), переднісся, верхніх повік. Носовійковий нерв віддає чутливі гілки до слизової оболонки решіток решітчастої кістки, слизової носової порожнини та рогівки. До війкового вузла (лат. ganglion ciliare) від нього прямують чутливі волокна, що утворюють чутливий корінець цього вузла. Слізний нерв іннервує верхню повіку, кон'юнктиву, слізну залозу (сам нерв забезпечує лише чутливу іннервацію, однак з ним з'єднуються волокна від лицевого нерва, які забезпечують сльозовиділення).

#### Верхньощелепний нерв
Виходить із порожнини черепа через круглий отвір і ділиться на такі основні стовбури: виличний (лат. nervus zygomaticus), крило-піднебінний нерв (лат. nervus pterygopalatinus), який по суті є чутливою гілкою крило-піднебінного вузла (лат. ganglion sphenopalatinum), верхній задній альвеолярний нерв (лат. nervus alveolaris superior posterior) та підочноямковий нерв (лат. nervus infraorbitalis). Виличний нерв іннервує лобну ділянку, слізну залозу, частину щік. Крилопіднебінний — слизову носової порожнини, твердого та м'якого піднебіння, носоглотки. Підочноямковий іннервує однойменну ділянку. Альвеолярний нерв іннервує ясна, верхні зуби, слизову щік та носової порожнини.

#### Нижньощелепний нерв
Найбільша із всіх гілок трійчастого нерва. Виходить із черепа через овальний отвір. Віддає гілки двох типів — рухливі і чутливі. Перші прямують до м'язів:
| Жувальний м'яз:                      | Нерв: |
| Скроневий                            | Глибокий скроневий (лат. nervus temporalis profundus) |
| Медіальний крилоподібний             | Медіальний крилоподібний (лат. nervus pterygoideus medialis) |
| Латеральний крилоподібний            | Латеральний крилоподібний (лат. nervus pterygoideus lateralis) |
| Жувальний                            | Жувальний (лат. nervus massetericus) |
| Інші м'язи:                          | Нерв: |
| М'яз-натягувач барабанної перетинки  | Медіальний крилоподібний (лат. nervus pterygoideus medialis) віддає однойменну гілочку — нерв м'яза-натягувача барабанної перетинки (лат. nervus musculi tensoris tympani)   |
| М'яз-натягувач піднебінної занавіски | Медіальний крилоподібний (лат. nervus pterygoideus medialis) віддає однойменну гілочку — нерв м'яза-натягувача піднебінної занавіски (nervus musculi tensoris veli palatini) |
| Щелепно-під'язиковий                 | Нижній альвеолярний (лат. nervus alveolaris inferior) віддає однойменну гілочку — щелепно-під'язиковий нерв (лат. nervus mylohyoideus)                                       |
| Переднє черевце двочеревцевого       | Нижній альвеолярний (лат. nervus alveolaris inferior) |

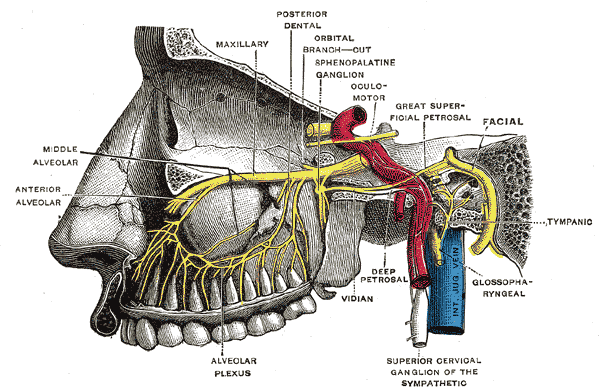
Верхньощелепний нерв

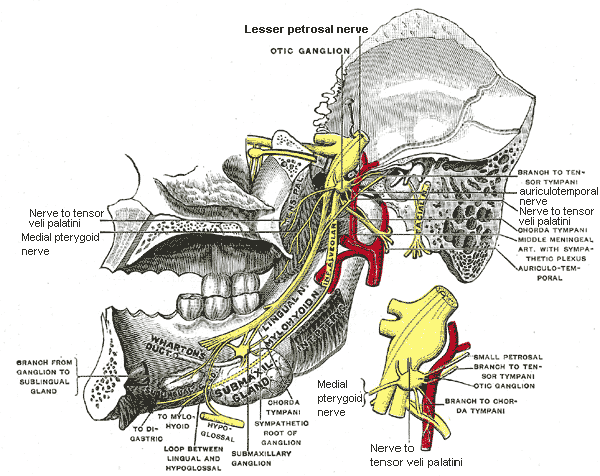
Нижньощелепний нерв

До чутливих гілок належать вушно-скроневий нерв (лат. nervus temporoauricularis), який іннервує привушну ділянку. Нижній альвеолярний нерв містить чутливі волокна до нижніх ясен та зубів. Ще одна гілка — щічний нерв (лат. nervus buccalis) — іннервує слизову оболонку щік та ясен, ділянку 5-7 зубів. Язиковий нерв прямує до язика та іннервує передні дві третини цього органу. Нерв комунікує з двома вузлами — піднижньощелепним (лат. ganglion submandibulare) та під'язиковим (лат. ganglion sublingualis).

### Анастомози
Велику кількість анастомозів трійчастий нерв утворює із лицевим. Описано п'ять основних анастомозів (гілки лицевого нерва позначені як «Ⅶ», гілки трійчастого нерва — як «Ⅴ»): між горизонтальною гілкою надочноямкового нерва (Ⅴ) та скроневою гілкою (Ⅶ); між вушно-скроневим нервом (Ⅴ) та скроневою, виличною та мімічною гілками (усі Ⅶ); між підочноямковим нервом (Ⅴ) та виличною гілкою (Ⅶ); між щічним нервом (Ⅴ) та щічною гілкою (Ⅶ); між підборідним нервом (Ⅴ) та крайовою нижньощелепною гілкою.
Роль цих анастомозів до кінця не з'ясована, існує декілька теорій: а) волокна трійчастого нерва заміняють пропріоцептивні волокна (у мімічних м'язах пропріорецептори відсутні); б) трійчасті волокна необхідні для полегшення виконання рефлекторних дій (наприклад, для виконання рогівкового рефлексу); в) беруть важливу участь у відчутті тактильних подразнень шкіри лиця.
Вісцеромоторні гілки лицевого нерва також утворюють анастомози з трійчастим нервом. Так, завузлові гілки від крило-піднебінного вузла об'єднуються з виличним (Ⅴ), а опісля — і зі слізним нервом (Ⅴ) та іннервують слізну залозу; барабанна струна (Ⅶ) підходить до язика після того, як об'єдналася з язиковим нервом (Ⅴ).

### Шляхи в ЦНС

#### Поверхнева чутлива іннервація
Вся тактильна, температурна і больова чутливість (тобто поверхнева) від передніх відділів голови передається до ЦНС по гангліо-ядерно-таламічно-кірковому шляху (лат. tractus ganglionucleothalamocorticalis). Слід зауважити, що часом весь цей шлях називають трійчастою петлею, хоча це не зовсім вірно. Шлях є тринейронним:
- перший нейрон — нейрон трійчастого вузла. Своїми дендритами сприймає подразнення на периферії; аксон прямує до нейронів ядер, що розміщені у стовбурі мозку[30];

- другий нейрон — нейрон головного ядра (якщо йде мова про тактильне подразнення)[43] або нейрон спинномозкового ядра (якщо це відчуття температури чи болю)[44]. Аксони цих ядер прямують до таламусу і по своєму ходу роблять перехід на протилежну сторону стовбура[30]. Останній аспект є дуже важливим у клінічній практиці: при пошкодженні шляху до перехресту втрачається чутлива іннервація на боці ураження; якщо ушкодження локалізоване в ділянці перехресту або в будь-якій ділянці тракту після перехресту — на протилежному до ураження боці. Волокна, які прямують від ядер в стовбурі мозку до ядер таламуса мають назву ядерно-таламічного шляху (лат. tractus nucleothalamicus), або трійчастої петлі (лат. lemnicus trigeminalis). Іншим синонімом трійчастої петлі (назву «трійчаста петля» можуть використовувати і для означення усього шляху — від периферії і аж до вищих відділів ЦНС) є передній трійчасто-таламічний шлях (лат. tractus trigeminothalamicus anterior)[30]. Волокна головного ядра також утворюють шов моста (лат. raphe pontis)[45]. Волокна від задньої частини головного ядра (тактильна інформація з ротової порожнини) прямують до таламуса, утворюючи задній трійчасто-таламічний шлях (лат. tractus trigeminothalamicus posterior). Цей шлях не перехрещується (прямує іпсилатерально)[26][43].

- третій нейрон — нейрон ядра передньобічної групи таламуса, а саме — задньоприсереднього вентрального ядра (лат. nucleus ventralis posteromedialis)[46]; аксон якого проходить через внутрішню капсулу та променистий вінець і прямує до кори[30].

#### Глибока (пропріоцептивна) чутлива іннервація
В основному волокна від середньомозкового ядра прямують до рухового ядра і таким чином утворюється моносинаптична рефлекторна дуга, яка забезпечує правильність виконання жування, а також нижньощелепний рефлекс. Частина волокон прямує до головного ядра і тут, використовуючи його, як «проміжну станцію», опісля прямує до проміжного мозку. Досліди на тваринах показали, що деяка кількість волокон від ядра також безпосередньо прямують до таламуса, але при цьому не переходять на іншу сторону.

#### Моторна іннервація
Рухова іннервація реалізується через кірково-ядерний шлях (шлях прямого з'єднання кори з ядрами черепних нервів) (лат. tractus corticonuclearis); якщо враховувати, що органом-мішенню є м'яз, то повний пірамідний шлях називатиметься кірково-м'язовим (лат. tractus corticomuscularis):
- перший нейрон — це клітина Беца передцентральної звивини та інші нейрони моторних ділянок кори головного мозку[47];

- другий нейрон — мотонейрон рухового ядра, при чому до кожного мотонейрона (і праворуч, і ліворуч) підходять волокна з обох півкуль, тобто відбувається неповний перехрест. Це явище теж важливе в клініці нервових хвороб: при уражені нервових волокон на одній стороні жувальні рухи зберігаються на двох боках, бо тоді мотонейрон іннервується протилежною півкулею (часом на протилежній стороні можуть бути легкі прояви ураження цих шляхів, адже контрлатеральна півкуля дещо домінує над гомолатеральною)[47]. Аксони мотонейронів прямують до органа-мішені (м'яза) та іннервують його.

### У таламусі
У задньоприсередньому передньому ядрі, до якого прямують волокна трійчастої петлі, існує певна соматотопічна організація. Так, присередньо розташовані нейрони, які отримують інформацію від анатомічних утворів, які розташовані в середині рота. Тут, присередньо і внизу знаходиться і дрібноклітинна ділянка, яка не пов'язана з трійчастим нервом, а пов'язана зі смаковими імпульсами. В присередній частині ядра найбільш до середини розташовані нейрони, які отримують інформацію по задньому трійчасто-таламічному шляху, тобто іпсилатерально (гомолатерально). У людини такою ділянкою є піднебіння (тверде та м'яке). Бічна частина ядра сприймає інформацію від обличчя, при цьому площа, яка аналізує інформацію від губ значно перевищує ту, яка аналізує інформацію від решти обличчя.

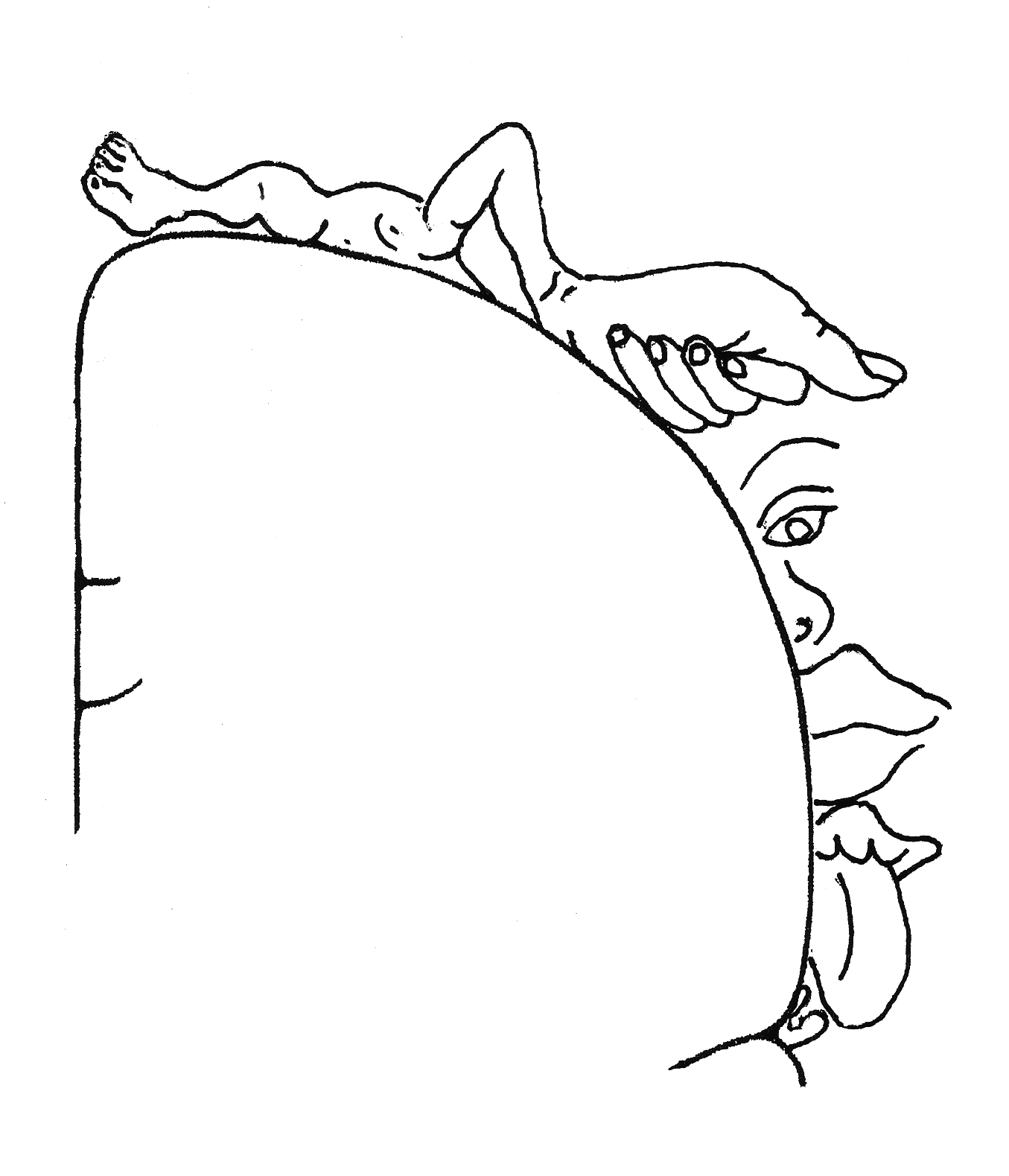
Схематичне зображення соматотопіки в зацентральній звивині (так званий «чутливий гомункулус»)

### У корі
В основному чутлива інформація аналізується в зацентральній звивині, яка містить первинну чутливу кору. Чутлива інформація також аналізується у вторинному чутливому полі, яке міститься в тім'яній покришці. Чутлива інформація від обличчя розташована в бічній та нижній частинах зацентральної звивини. Інформація від структур в ротовій порожнині аналізується найнижче. Ділянка, яка відповідає за іннервацію обличчя розташована вище. Традиційно соматотопіку ділянки обличчя описують як таку, де ділянка лобу розташована вище довколаротової ділянки. Існує одна незвична ознака цієї ділянки: подразнення шкіри на обличчі викликає активацію зацентральної звивини як на протилежній стороні, так і на своїй, однак ці дані потребують кращого вивчення для їхнього застосування в клінічній практиці.

### Судини нерва і їхнє клінічне значення

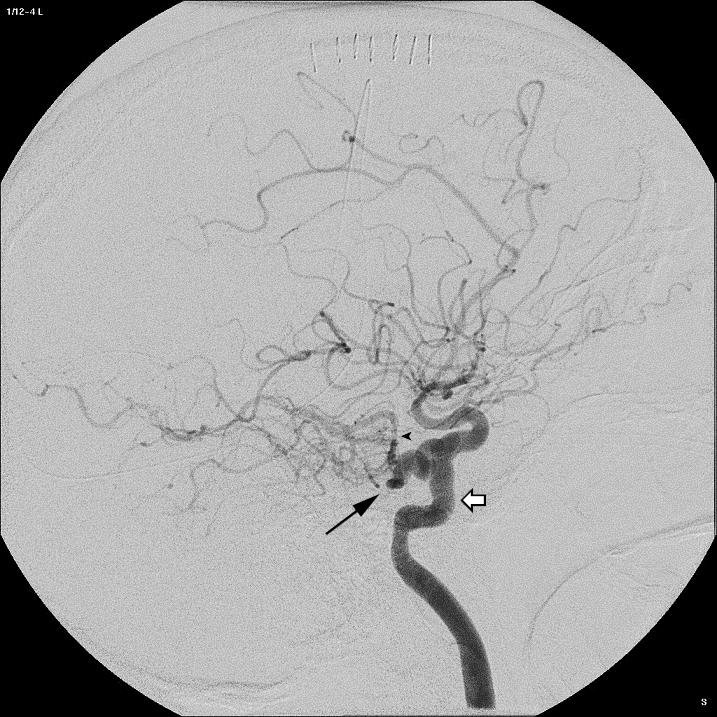
Трійчаста артерія

Як і будь-яка тканина трійчастий нерв потребує адекватного кровопостачання. Кровопостачання трійчастого нерва здійснюється різними гілками вертебро-базилярного басейну та басейну зовнішньої сонної артерії.
Корінець трійчастого нерва кровопостачається двома-шістьма гілочками, які можуть відходити як від основної артерії, так і від її гілок: верхньобічної мостової артерії (лат. arteria pontina superolateralis), нижньобічної мостової артерії (лат. arteria pontina inferoposterior), задньобічної мостової артерії (лат. arteria pontina posterolateralis), передньої нижньої мозочкової (лат. arteria cerebellaris inferior anterior), верхньої мозочкової (лат. arteria cerebellaris superior) та трійчастої (лат. arteria trigeminalis). Остання артерія є залишком ембріональної системи кровообігу головного мозку і часто (якщо наявна) спричиняє компресію нерву, і тому розглядається як одна з причин невралгії трійчастого нерва.
Трійчастий вузол кровопостачається бічною гілкою від зовнішньої сонної артерії, або від гілочки середньої оболонкової артерії (лат. arteria meningea media), або від додаткової оболонкової артерії (лат. arteria meningea accessoria).
Три гілки нерва кровопостачаються (на початковому їх відрізку) так: очний нерв — від гілочок нижньобічного стовбура внутрішньої сонної артерії; верхньощелепний нерв — від гілочок артерії круглого отвору (гілка внутрішньої сонної артерії); нижньощелепний нерв — від артерії овального отвору (гілка додаткової оболонкової артерії).

## Фізіологічні аспекти
| Функція               | Принцип забезпечення | Типи волокон                                                           | Примітки      |
| Поверхнева чутливість | Забезпечується дендритами чутливих нейронів трійчастого вузла, які поєднані з різними рецепторами та вільними нервовими закінченнями: - больова чутливість — вільні нервові закінчення - тактильна чутливість — тільця Мейснера та тільця Меркеля - температурна чутливість (гаряче та холодне) — вільні нервові закінчення Від рецепторів, по нервах і нервових шляхах сигнал прямує до кіркових та підкіркових центрів, де й аналізується | Aδ та C — больова та температурна чутливість Aβ — тактильна чутливість | [ 53 ] [ 54 ] |
| Глибока чутливість    | Дендрити поєднані з рецепторами м'язів, сухожилків та періодонту: М'язовими веретенами, сухожилковим органом Гольджі, тільцями Пачіні | Aα                                                                     | [ 53 ] [ 54 ] |
| Жування               | Аксони від мотонейронів моторного ядра прямують до жувальних м'язів | Aα та Aγ                                                               | [ 53 ] [ 54 ] |

Окрім власне жувальних м'язів, система трійчастого нерва забезпечує аналіз глибокої чутливості, яка надходить від окорухових м'язів. Волокна від окорухових м'язів прямують по першій гілці трійчастого нерва.

### Хеморецепція
Існують три основні види хеморецепції: нюх, смак та відчуття іритантів, до яких належать аміак, ментол, етанол, оцет, діоксид карбону (в газованих напоях). Остання хеморецепція забезпечується в основному трійчастим нервом та, в меншій мірі, лицевим, язико-глотковим та блукаючими нервами (волокна останніх проводять інформацію до ядер трійчастого нерва). Інформація відходить від рецепторів ротової порожнини, носової порожнини, кон'юнктиви, шкіри голови (наприклад, описане відчуття капсаїцину). В більшості ці рецептори є ноцирецепторами, тобто трійчаста хеморепція є сильно пов'язаною з трійчастою ноцицепцією, або, іншими словами, є високоспеціалізованою больовою чутливістю. Сигнали від рецепторів прямують по головних стовбурах до спинномозкового ядра трійчастого нерва. Слід зауважити, що іританти подразнюють ноцирецептори тільки у дуже великих дозах (у менших за їх сприйняття відповідають інші види хеморецепції). Трійчаста хеморецепція є захисною за своєю суттю. В надмірних кількостях подразнюючі речовини є шкідливими. Тому вони викликають відчуття печіння та болю. На їх дію, після опрацювання сигналу від ноцирецепторів у вищих відділах ЦНС, розпочинається гіперсалівація, сльозотеча, ринорея — тобто явища, які покликані нівелювати вплив подразника.

### Рефлекси
| Рефлекс          | Аферентна ланка                   | Еферентна ланка                  | М'яз, що забезпечує рефлекс | Сегмент                | Суть рефлексу |
| Надбрівний       | Трійчастий нерв                   | Лицевий нерв                     | Коловий м'яз ока            | Міст і довгастий мозок | При постукуванні молоточком по надбрівній дузі відбувається змикання ока                                              |
| Корнеальний      | Трійчастий нерв                   | Лицевий нерв                     | Коловий м'яз ока            | Міст і довгастий мозок | При дотику ваткою до рогівки відбувається змикання ока                                                                |
| Кон'юнктивальний | Трійчастий нерв                   | Лицевий нерв                     | Коловий м'яз ока            | Міст і довгастий мозок | При дотику ваткою до кон'юнктиви ока відбувається змикання ока                                                        |
| Нижньощелепний   | Трійчастий нерв (чутлива частина) | Трійчастий нерв (рухова частина) | Жувальний м'яз              | Міст                   | При постукуванні молоточком по підборіддю (щелепа опущена) відбувається скорочення жувальних м'язів і підняття щелепи |

Волокна трійчастого нерва є аферентною ланкою таких рефлекторних дій, як чхання, сльозовиділення при попаданні стороннього тіла в око; пов'язані з диханням та апное; є аферентною ланкою ряду патологічних (для дітей перших місяців життя ці рефлекси є фізіологічно нормальними) рефлексів — хоботкового, смоктального, Марінеску-Радовичі.
Важливими для нейрохірургії є група рефлексів, яка об'єднана під поняттям трігеміно-вагальнимих рефлексів. Це рефлекси, які виникають при подразненні будь-якої чи декількох гілок трійчастого нерва (аферентна ланка), що проявляється брадикардією, гіпотензією (падінням артеріального тиску), пришвидшенням перистальтики та іншими проявами пов'язаними з активацією парасимпатичної системи та її переважанням над симпатичною. Еферентною ланкою є блукаючий нерв, до ядер якого прямують імпульси від трійчастого нерва. Найвідомішим таким рефлексом є трігеміно-кардіальний рефлекс, а його найвідомішим видом є окуло-кардіальний рефлекс (рефлекс Ашнера). Суть трігеміно-кардіального рефлексу полягає у зменшенні частоти серцевих скорочень при подразненні тих ділянок, які іннервуються трійчастим нервом (у випадку рефлекса Ашнера — від очних яблук). Часом ці рефлекси можуть привести до загрозливих станів (асистолія), тому повинні братися до уваги при проведенні операцій та інших маніпуляцій.

### Іннервація судин і головний біль
Трійчастий нерв також забезпечує чутливою іннервацією судини мозкових оболон передньої та середньої черепних ямок. При надмірному подразненні ядер каудальної частини спинномозгового ядра виникає головний біль. Саме тому, вважається, що порушення в цій системі може бути причиною виникнення певних типів головного болю.

## Діагностика

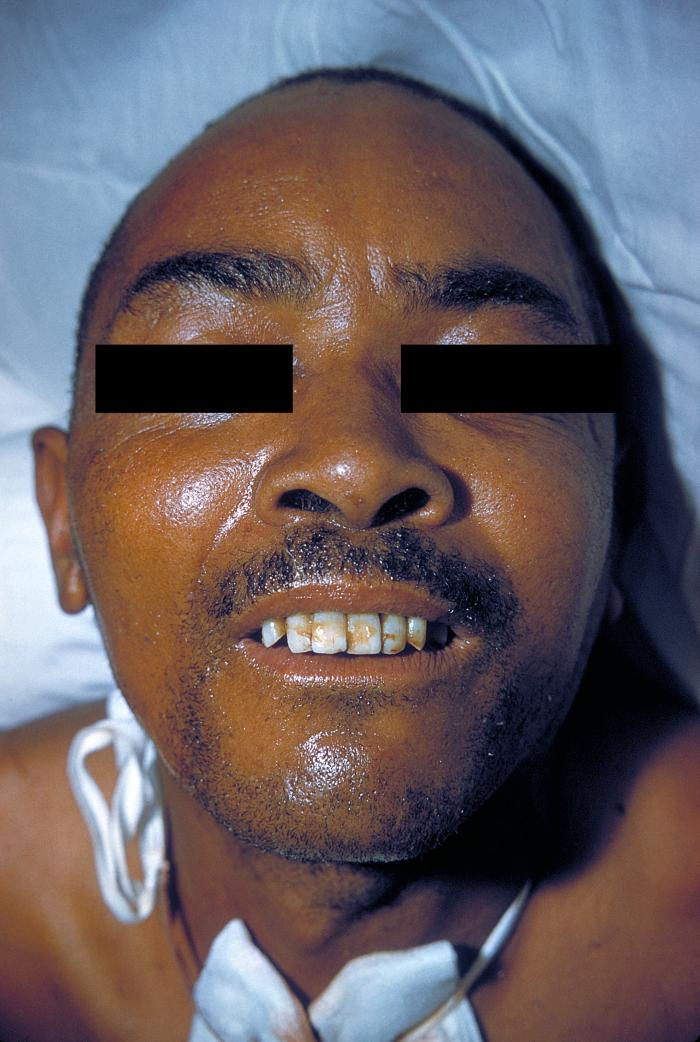
Тризм

### Симптоми та скарги
- Гіпо- або анестезія — часткове зниження або повна втрата чутливості; може виникати як в ділянках іннервації усіх трьох гілок, так і однієї (вказує на поширеність та топіку ушкодження)[63].
- Біль — симптом, який частіше виникає при подразненні стовбура (характерний для невралгії); також може проектуватися в ділянці іннервації однієї гілки, або бути поширеним на все обличчя[64].
- Неспроможність до жування — виникає при ушкодженні або нижньощелепного нерва, або відділів ЦНС, пов'язаних з цією функцією (ядро, шлях)[63].
- Зміщення нижньої щелепи в бік ураження та неможливість змістити нижню щелепу в здоровий бік — виникає при пошкодженні моторного компонента нерва[63].
- тризм — тонічний спазм жувальних м'язів, при якому різко обмежені рухи нижньою щелепою або вони повністю відсутні. Це унеможливлює прийом їжі та артикуляцію. Сам тризм є симптомом інших хвороб: правця, деяких варіантів клінічного перебігу менінгіту, травми; в основі неврогенного виникнення — ушкодження або надмірне подразнення рухового ядра, рухового корінця або нижньощелепного нерва.[63][65][66]

### Тести
Порушення іннервації будуть спостерігатися незалежно від того, де локалізується патологічне вогнище (ядро, власне трійчастий нерв, його гілки). З іншого боку, провівши тести, можна, без інструментальних досліджень, зрозуміти, яка ділянка нерва уражена. Якщо, наприклад, порушене тактильне відчуття в ділянці лоба ліворуч, але збережене в інших ділянках — це свідчить про ураження лівого очного нерва. Будь-якому огляду передує розпитування хворого (скарги, анамнез).
Досліджують чутливу та рухову іннервацію. При виконанні проб очі пацієнта закриті. Для перевірки тактильного відчуття можна використовувати ватку, больової — голку, температурної — пробірки з теплою або холодною водою. У місцях виходу гілок нерва на шкіру (надочний отвір для гілки V1, підочний — для гілки V2, підборідний — для V3). Для тестування сприйняття інформації спінальним ядром голкою торкаються шкіри обличчя в напрямку від вух до носа, або навпаки. Після проведення тестування у пацієнта питають про відчуття (описати характер подразнення, силу, чи однакове подразнення з обидвох боків). Пропріоцептивну чутливість тестують шляхом кінестезії складки шкіри на обличчі та при дослідженні відчуття руху нижньої щелепи. Для перевірки рухової частини пацієнта просять опустити щелепу (дивляться на симетричність опущеної щелепи), напружити жувальні м'язи, відзначають чи наявна атрофія.
Обов'язковою є проба з надбрівним, кон'юнктивальним, нижньощелепним та рогівковим рефлексами. Це нормальні рефлекси, які викликаються у всіх здорових людей. Їх порушення може свідчити про порушення не тільки функції трійчастого нерва, а будь-якої ланки, що забезпечує їх виконання.

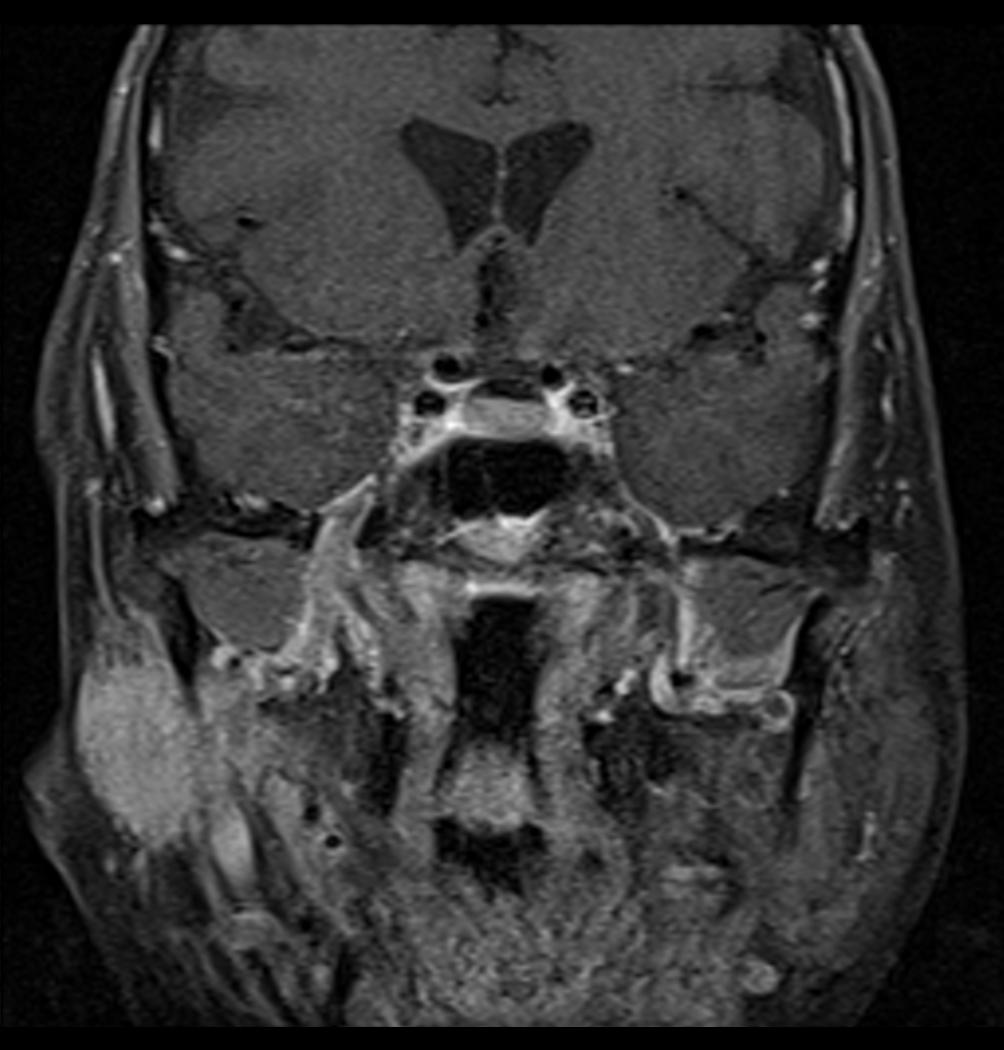
Поширення карциноми вздовж трійчастого нерва

### Інструментальні методи дослідження
Патології пов'язані з трійчастим нервом не мають специфічного вигляду при використанні МРТ. Зазвичай вони є наслідками інших патологій. Тому при використанні МРТ шукають ознаки тих патологій, які можуть уражати систему трійчастого нерва: пухлини, аневризми, деструктивні процеси, зони демілієнізації, осколки, збільшені цистерни чи синуси мозку, зайву рідину, гематоми. Використання інших лабораторних (біохімія крові) чи інструментальних (рентген, КТ) не є доцільним, оскільки вони не є інформативними (виняток складають кальцифікати та субарахноїдальні крововиливи, які впливають на систему трійчастого нерва, і які добре візуалізуються на КТ).
При використанні МРТ можна візуалізувати місце виходу трійчастого нерва з передньобічної сторони моста. У місці виходу корінця мієлін ЦНС міняється на периферичний, що видно на екрані. Місце цього переходу називається місцем виходу корінця, або REZ (root entry zone). Ця ділянка важлива, оскільки біля неї розміщені артеріальні стовбури, які можуть бути причиною компресії нерва.

### Локалізація ураження і патології
Для трійчастого нерва характерні два типи ураження: невралгія (подразнення; процес поширюється тільки на мієлінову оболонку) та нейропатія (ушкодження відростка). Окрім власне нервового стовбура, у систему трійчастого нерва входять ядра та шляхи, які теж можуть залучатися в патологічні процеси.
Залежно від того, де в системі трійчастого нерва локалізований патологічний процес, випадіння іннервації буде мати свою специфіку. Нижче наведено приблизні клінічні картини при ураженнях різних відділів трійчастого нерва; більш детально вони описані у відповідних розділах:

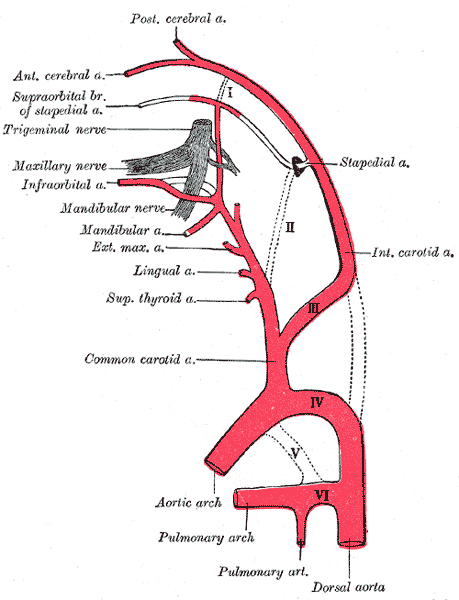
Топографічне відношення артерій та трійчастого нерва

| Ділянка ураження                                                     | Вигляд порушення |
| Ураження однієї з гілок нерва                                        | Випадіння іннервації в місці, яке іннервується цією гілкою |
| Ураження трійчастого вузла або корінця                               | Випадіння іннервації в зонах всіх гілок, але моторна і глибока чутлива іннервації можуть зберігатися                                                                                        |
| Ураження ядра (ядер)                                                 | Випадіння іннервації, яке забезпечується ядром (при ураженні спінального ядра, через його довжину, іннервація випадає в зонах Зельдера; при ураженні моторного ядра — периферійний параліч) |
| Ураження на рівні ядер, у покришці мозку                             | Альтернуючі синдроми (випадіння іннервації на обличчі на боці ураження та випадіння іннервації тіла на протилежній стороні)                                                                 |
| Ураження медіальної петлі або заднього стегна внутрішньої капсули    | Випадіння іннервації на протилежному боці обличчя та тулуба (рухова іннервація не випадає через те, що до моторного ядра шляхи прямують від двох півкуль)                                   |
| Ураження закрутки (передцентральна — рух, зацентральна — чутливість) | Випадіння іннервації на протилежному боці; рухова іннервація не випадає аналогічно до попереднього пункту; її випадіння можливе при двобічному ураженні передцентральних звивин             |

## Патології нерва

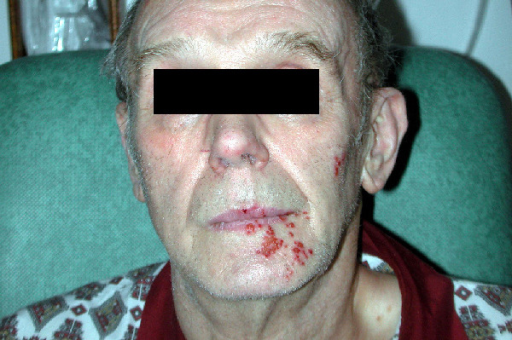
Герпетичне (herpes zoster) ураження в зоні іннервації трійчастого нерва (верхньощелепний та нижньощелепний нерви)

### Невралгія
Невралгія трійчастого нерва є найбільш відомим патологічним станом, пов'язаним із трійчастим нервом. Класична невралгія трійчастого нерва характеризується різким короткотривалим болем (декілька секунд) у будь-якій ділянці іннервації нерва. Біль виникає при найменшому дотику до шкіри, при жуванні, тобто наявні куркові (тригерні) зони, подразнення яких і викликає біль. Частіше хворіють жінки. Окрім класичної невралгії, існує атипова, при якій характер болю буде розпираючим, пекучим, ниючим і довшим, а тригерні зони відсутні. Єдиної причини виникнення болю немає, найчастіше нею є близько розташована судина, яка своєю пульсацією подразнює нерв. Відносно вище названих причин невралгію ділять на два типи: a) первинну (есенціальну) — виникає як первинний патологічний процес, причини якого чітко з'ясувати не вдається; б) вторинну — наслідок іншої патології. За локалізацією невралгію ділять на невралгію переважно центрального походження (коли біль проектуватиметься в ділянках іннервації усіх гілок) та переважно периферичного походження (коли відбувається подразнення якоїсь дрібної гілки).

### Трійчастий нерв і герпесвіруси
Особливої уваги у контексті трійчастого нерва заслуговують герпесвіруси людини першого та третього типів (ГВЛ 1 і 3). Ці віруси мають особливу спорідненість до нервової системи. Вони персистують у нервовій тканині, а під час моментів ослаблення імунітету прориваються в інші тканини й уражають їх. У випадку трійчастого нерва герпесвіруси персистують у трійчастому вузлі та прориваються у ділянки, які іннервує нерв, спричиняючи простий герпес у випадку зараження герпесвірусом людини першого типу та оперізуючий герпес у випадку зараження герпесвірусом людини третього типу. Вони також можуть спричинити постгерпетичну невралгію трійчастого нерва. Залежно від гілки, герпетичне ураження може бути очним (офтальмічним), верхньощелепним (максілярним), нижньощелепним (мандібулярним) або проявлятися у ділянках усіх трьох гілок.

### Інші нейропатії
Нейропатія трійчастого нерва теж характеризується болем, який є ниючим і розпираючим, однак, на відміну від невралгії, виникає випадіння іннервації нерва: анестезія, а у випадку ураження третьої гілки нерва — погіршення моторної функції. Причинами нейропатії можуть бути травми, інфекції, алергічні, автоімунні та запальні процеси. Вони можуть викликати певні синдроми (складові основної нозології).
- У випадку над'ядерного ураження основним неврологічним дефіцитом буде анестезія. Трійчаста петля, яка складається з чутливих волокон, прямує до задньоприсереднього переднього ядра в таламусі. При ураженні шляху чи ядра чутливість, яка забезпечується трійчастим нервом випадатиме на протилежній стороні обличчя. Причинами ураження найчастіше виступає інсульт, рідше пухлина. Усі чутливі та моторні центральні шляхи проходять через променистий вінець (лат. corona radiata). Випадіння чутливості спостерігатиметься на протилежній стороні. Випадіння жувальних рухів не спостерігається, оскільки моторні ядра трійчастого нерва мають двобічну іннервацію (в рідкісних випадках можу спостерігатися легкі прояви центрального парезу на протилежній до ураження стороні — надмірний нижньощелепний рефлекс, дещо утруднене жування, невелике відхилення нижньої щелепи в бік ураження). Яскравий центральний парез або параліч жувальної мускулатури виникає при двобічному ураженні пірамідних шляхів (псевдобульбарний синдром), який трапляється рідко. Найчастіше вінець уражається у випадку інсульту в басейні середньої мозкової артерії. При ураженні закруток випадіння функції локалізуватиметься згідно зі соматотопікою ураженого місця закрутки (у випадку невеликого інсульту чи іншого невеликого пошкодження), або ж уся зона іннервації трійчастого нерва на протилежній до ураження половині обличчя буде нечутливою у випадку масивнішого процесу.[74]
- Ядерні пошкодження також можуть спричинятися різними факторами. Найчастіше причиною такої нейропатії є інсульти. Також до причин можуть відноситися пухлини, демієлінізуючі хвороби. Величина неврологічного дефіциту варіює в залежності від масштабів пошкодження. Якщо, наприклад, пошкоджуватиметься тільки рухове ядро (що є дуже рідкісним станом), то на боці ураження випадатиме моторна іннервація, буде виражений периферичний парез або параліч.[75] Захворюваннями, які, наприклад, можуть це спричиняти, є бічний аміотрофічний склероз та хвороба Кеннеді. При цьому хворі не зможуть також закрити щелепу.[76] Ушкодження може бути і на під'ядерному рівні, наприклад через свою протяжність спинномозкове ядро може уражатися не все, а тільки в певній частині. Відповідно, ділянка, яка іннервувалася цією частиною, втрачає іннервацію. Окрім уже названих причин, такий стан може виникати при бульбарній формі сирингомієлії. У такому випадку випадіння чутливості на обличчі буде у вигляді підков (зони Зельдера) або в якійсь (ротовій, носовій) порожнині, залежно від топіки ураження.[75]

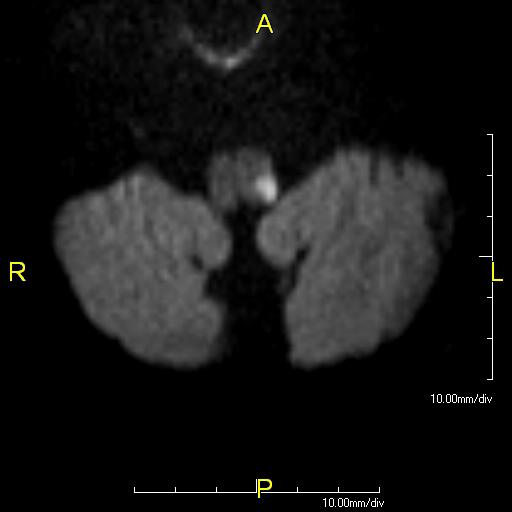
Геморагічний інсульт, який спричинив синдром Валленберга-Захарченко, на МРТ

- Ушкодження в стовбурі мозку проявлятимуться дефіцитом не тільки з боку трійчастого нерва (ураження ядра або волокон), а й з боку інших анатомічних утворів: пірамідних та екстрапірамідних шляхів, чутливих шляхів, інших черепних нервів. Такі комбіновані ураження проявляються альтернуючими синдромами.[75] Найчастішою причиною є інсульт у вертебро-базилярному басейні, значно рідше пухлини, інфекційний процес (туберкульоз, менінгіт), демієлінізуючі та аутоімунні хвороби (саркоїдоз). До альтернуючих синдромів із втягненням трійчастого нерва належать:
  - Синдром Валленберга — один із видів ураження стовбура мозку, пов'язаний з інсультом у судинах, що його живлять (хребтова артерія, задня нижня мозочкова). Оскільки нейрони є дуже вимогливими до кровопостачання, нестача кисню веде до їх некрозу. При цьому патологічному явищі уражаються ядра не тільки трійчастого нерва, але й інших черепних нервів. При уражені ядер саме трійчастого нерва на боці патології будуть випадати жувальні рухи та чутливість. Особливо цікавим є ураження найдовшого спинномозкового ядра. Також спостерігається парез м'язів піднебіння та глотки, синдром Горнера, атаксія, анестезія на протилежному боці до ураження.[77][78]
  - Синдром Опальского поєднює в собі усі ознаки попереднього синдрому і геміплегію (параліч половини тіла) на боці ураження. Виникає при обтурації основної артерії. Геміплегія виникає через ушкодження кірково-спинномозкового шляху опісля ділянки перехресту пірамід, тобто в верхній частині шийного відділу спинного мозку.[79]
  - Синдром Гасперіні — ще один патологічний стан, який пов'язаний із порушенням кровопостачання в нижній мозочковій артерії. Уражаються ядра V, VI, VII та VIII ядра черепних нервів. На боці ураження випадатиме чутливість обличчя, жування, функції відвідного та лицевого нервів. На протилежному боці тіла випадає чутливість.[80]
  - Синдром Гарсена, або гемібазальний синдром — це ураження черепних нервів на одному боці. Є ускладненням онкологічних процесів чи менінгіту. Не є альтернуючим синдромом, але таким, що локалізується в стовбурі мозку.[81]
- Ураження корінця виникає в ділянці мосто-мозочкового кута. Найчастіше патологічний процес викликаний компресією з боку пухлини (невринома VIII нерва), рідше іншими причинами. Через компресію виникає синдром мосто-мозочкового кута (синдром бічної цистерни), який буде проявлятися випадінням на стороні ураження іннервації лицевого та присінково-завиткового нервів, атаксії на тій же стороні і, у випадку великих розмірів, пухлина розростається і захоплює трійчастий та відвідний нерви, що проявлятиметься зникненням іннервації з їхнього боку теж на стороні ураження.[82] З цим відділом пов'язують і невралгію трійчастого нерва, адже патологічна судина найчастіше тисне саме на корінець.[83]
- Ураження трійчастого вузла виникає через герпесвірусні інфекції, травму, туберкульоз, сифіліс, хвороба Танжера, синдромом Шегрена, рядом аутоімунних захворювань. Патологічний процес охоплює зазвичай усі три гілки нерва, хоча є варіанти із залученням якоїсь одної гілки (через топіку волокон у вузлі).[83]

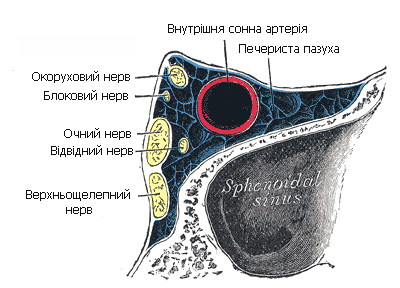
Топографія гілок трійчастого нерва в печеристій пазусі

- Ураження певних гілок нерва детальніше описуються у відповідних статтях про ці гілки. Тут описаний ряд найчастіших синдромів:
  - Синдром Граденіго найчастіше виникає при ускладнені перебігу середнього гнійного отиту або петрозиту (атипова форма мастоїдиту), хоча можливе травматичне походження синдрому, і захоплює в патологічний процес відвідний та трійчастий нерви (відповідно виникатиме збіжна косина та біль із порушенням чутливості на обличчі). Патологічний процес локалізу в ділянці верхівки скроневої кістки.[84]
  - Синдром верхньої очної щілини, або синдром Рошена-Дювінью, або синдром Дежена — проявляється сліпотою, порушенням та болем в зоні іннервації очного нерва, порушенням іннервації окорухових нервів (III, IV та VI), хемозом. Причинами можуть бути переломи кісток, запальні процеси, пухлини.[84][82]Варто вказати, що розрізняють власне синдром верхньої очної щілини та синдром верхівки орбіти. Клінічно розрізнити їх важко (часто в першому випадку не буде випадіння зору, в другому воно траплятиметься). Диференційний діагноз ставиться завдяки методам нейровізуалізації. Анатомічно синдром верхівки виникає в орбіті, в той час як синдром Рошена-Дювінью — дистальніше, на межі орбіти та середньої мозкової ямки.[85]
  - Синдром Толоза-Ганта — гранулематозне запалення печеристої пазухи. Оскільки топографічно із синусом пов'язані окорухові нерви (III, IV і VI), то синдром проявлятиметься паралічем (офтальмоплегія) очного яблука (зовнішня форма). При залученні в процес очного нерва буде випадати чутливість лобної ділянки, кон'юнктиви, переднісся. Інколи може залучатися верхньощелепна гілка нерва.[86]
  - Синдром кавернозного синуса — подібний до попереднього синдрому, але спричиняють його інші фактори: тромбоз синуса, аневризма внутрішньої сонної артерії, пухлина синуса.[82]
  - Синдром кам'яно-клиноподібного простору, або синдром Жако (Жако-Негрі) — проявляється випадінням функції II—VI черепних нервів і випадінням іннервації цими нервами на боці ураження. Причина — метастази пухлини носоглотки.[87]
  - Паратригемінальний синдром, або синдром Редера — патологічний процес, при якому уражається I гілка трійчастого нерва (біль на стороні ураження) та зникнення симпатичної іннервації ока на тій же стороні через ураження симпатичного стовбура (синдром Горнера).[84][88]

### Феномени та пов'язані з нервом патології
- Феномен Маркуса-Гунна — рідкісний стан трійчасто-окорухової синкезії (одночасної співпраці III та V черепних нервів). Характеризується ритмічним підняттям верхньої повіки під час виконання жувальних рухів. Передається аутосомно-домінантним шляхом. Описують також обернений феномен Маркуса Ганна, або, інший синонім, синдром Маріна Амата. У цьому випадку верхня повіка опускається або око закривається при виконанні жувальних рухів.[86]

- Синдром Штурге-Вебера — рідкісне захворювання, яке характеризується утворенням гемангіом за ходом першої, рідше другої, гілок трійчастого нерва, утворення тих же гемангіом у м'якій мозковій оболоні, а також різного ступеня прояву очних проблем (глаукома, випадіння полів зору, амбліопія, кон'юнктивальні гемангіоми). Порушення збоку трійчастого нерва не спостерігається.[89]

## Історія відкриття

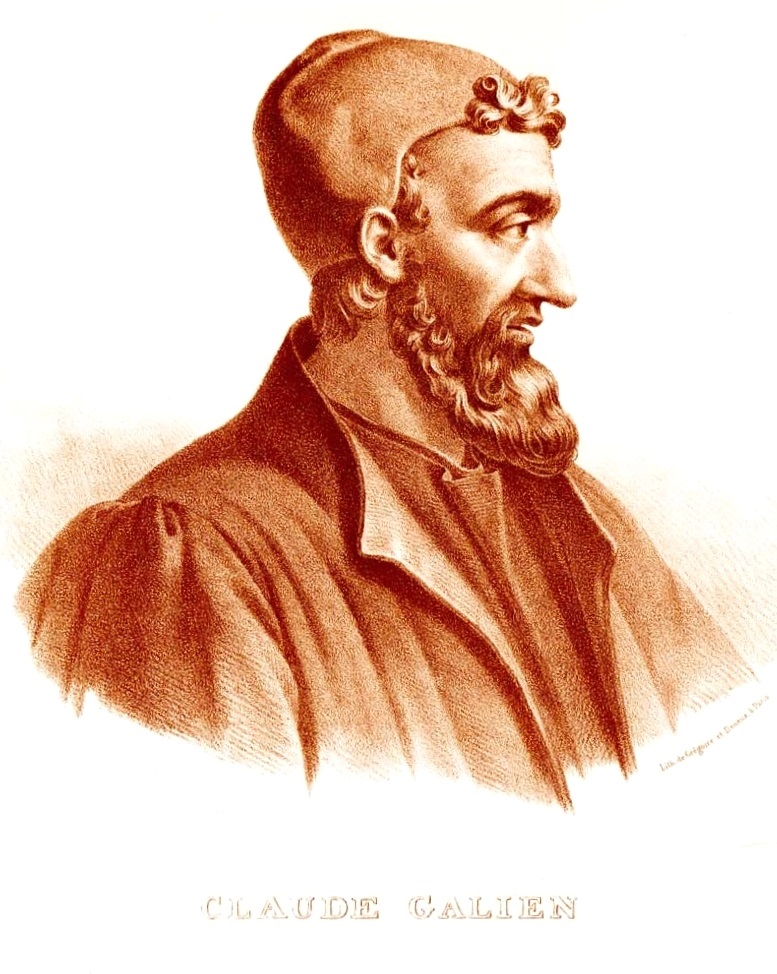
Клавдій Гален був першим, хто описав трійчастий нерв.

Уперше документально трійчастий нерв описав Гален, він був одним зі семи описаних анатомом черепних нервів. Втім, він не був V черепним нервом у галенівській класифікації, а займав III та IV місця, адже Гален вважав незалежними анатомічними структурами чутливий та руховий корінці трійчастого нерва, хоча й описував моторну частину як таку, що опісля виходу з'єднується з III парою. Через беззаперечний авторитет Галена таку класифікацію та опис анатомії нерва сприймали як єдині правильні у Римській імперії. Такими вони залишилися і після падіння імперії протягом Середньовіччя через відсутність нових анатомічних відкриттів у Європі через заборону  Католицькою церквою використання людських трупів для вивчення анатомії. Такими вони перейшли і на Близький Схід через перекладені на арабську праці Галена.

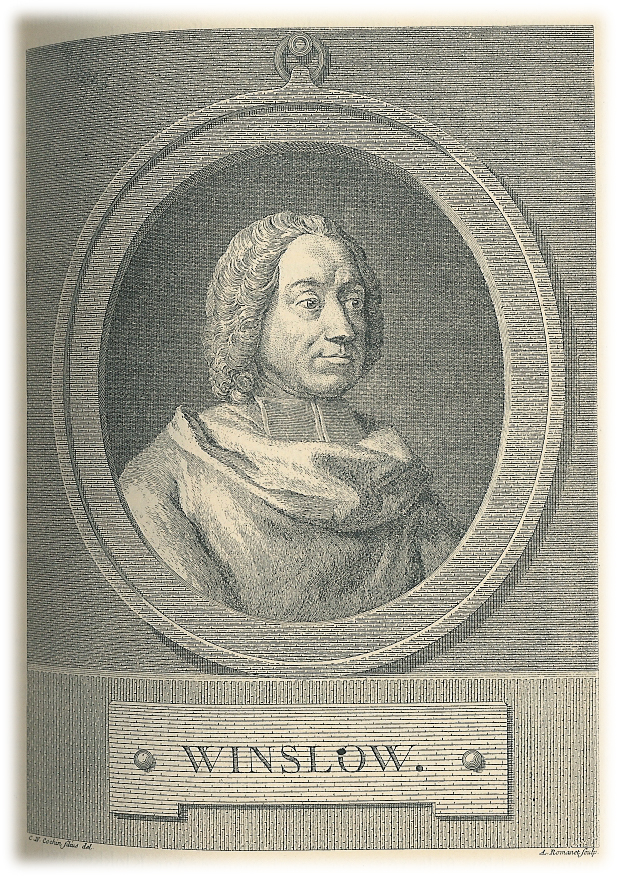
Якоб Вінслов уперше дав сучасну назву трійчастому нерву.

Вперше погляди на трійчастий нерв переглянув Андреас Везалій. Він вважав моторний та чутливий корінці єдиним цілим, тобто такими, що утворюють єдиний нерв, III у його класифікації. Однак, він вважав IV нервом нерв, який іннервує піднебіння, тобто одну з гілок верхньощелепного нерва згідно з сучасною класифікацією.
Маттео-Реальдо Коломбо, який працював із Везалієм теж припустився цієї помилки. З іншого боку він детально розділив трійчастий нерв на нижньощелепну та верхньощелепну гілки. Окрім цього, він вважав блоковий нерв частиною трійчастого нерва. Першим, хто описав усі три гілки трійчастого нерва, був Фаллопій (у праці Observationes anatomicae 1562 року). Він також підтвердив, що моторний та чутливий корінці в подальшому формують єдиний анатомічний утвір.
Уперше своє сучасне місце V черепного нерва трійчастий нерв зайняв у праці Вілліса Cerebri anatome 1664 року. У 1732 році Якоб Вінслов вперше дав назву нерву — трійчастий (фр. nerf trijumeaux). 1748 року Меккель описав вузол нерва, названий ним на честь свого вчителя ганглієм Гассера. Він надав детальний опис пов'язаних із трійчастим нервом вузлів — крилопіднебінного та піднижньощелепного. Меккель також дав назву трьом основним гілкам нерва. Врізберг дав назву двом корінцям (portio major та portio minor). Нарешті, у 1778 році Самуель Томас Земмерінг видає дисертацію, у якій наведена нова класифікація дванадцяти черепних нервів: у ній трійчастий нерв описаний як V пара. 1895 року з прийняттям Nomina Anatomica офіційно підтверджується єдиний правильний порядок нервів, ідентичний класифікації Земмерінга. Останній перегляд анатомічної номенклатури (заміна PNA на SPNA) 1997 року залишив у силі це рішення. 
Функції трійчастого (та лицевого) нерва були вперше правильно описані тільки у роботах Герберта Мейо у 1822—1823 роках. Що цікаво, паралельно з Мейо свої досліди проводив і Чарльз Белл, однак на його думку V пара черепних нервів забезпечувала чутливість обличчя та свідому міміку лиця. VII пара нервів, яка насправді відповідала за іннервацію мімічних м'язів, на думку вченого координувала м'язи лиця під час акту дихання.

## Виноски
1. 1 2 3 4 5 6 7 8  Головацький, 3 том, 2009, с. 16.
2. 1 2 3 4  Tortora, 2009, с. 562.
3. 1 2  De Iuliis, 2007, с. 74.
4. 1 2  Тонков, 1962, с. 655.
5. 1 2  Привес, 1982, с. 563.
6. 1 2  Sadler, 2012, с. 264.
7. ↑  Головацький, 3 том, 2009, с. 9-11.
8. 1 2 3 4  Paxinos, 2011, с. 17-18.
9. 1 2  Sadler, 2012, с. 315.
10. ↑  Butler, 2005, с. 174.
11. ↑  Sadler, 2012, с. 300.
12. 1 2  Привес, 1982, с. 562.
13. 1 2 3 4 5  Butler, 2005, с. 184-185.
14. ↑  Ali Nabavizadeh and Joy S. Reidenberg (2019). Anatomy of the Proboscideal Nerve in the Proboscis of the African Elephant (Loxodonta africana). FASEB Journal. 33: Abstract lb148.
15. 1 2 3 4 5  Привес, 2006, с. 613.
16. ↑  Piotrowski T., Northcutt R.G. (1996). The Cranial Nerves of the Senegal Bichir, Polypterus senegalus [Osteichthyes: Actinopterygii: Cladistia]. Brain, Behavior and Evolution. 47 (2): 79—102. doi:10.1159/000113230.
17. 1 2  Привес, 2006, с. 611-612.
18. 1 2  Butler, 2005, с. 187-188.
19. 1 2 3  Willson-Pawells, 2010, с. 94.
20. 1 2  Paxinos, 2011, с. 1120.
21. 1 2  Willson-Pawells, 2010, с. 95.
22. ↑  Willson-Pawells, 2010, с. 121.
23. ↑  Willson-Pawells, 2010, с. 168.
24. ↑  Willson-Pawells, 2010, с. 190.
25. 1 2 3  Willson-Pawells, 2010, с. 92.
26. 1 2 3  Paxinos, 2011, с. 1123.
27. ↑  Paxinos, 2011, с. 1116.
28. ↑  Paxinos, 2004, с. 1119.
29. ↑  Paxinos, 2011, с. 1118.
30. 1 2 3 4 5  Головацький, 2 том, 2007, с. 322-324.
31. ↑  Willson-Pawells, 2010, с. 99.
32. ↑  Paxinos, 2004, с. 1123.
33. 1 2 3 4  Norman F. Capra, Dean Dessem (1992). Central Connections of Trigeminal Primary Afferent Neurons: Topographical and Functional Considerations (PDF). Critical Reviews in Oral Biology & Medicine. 4 (1): 1—52. doi:10.1177/10454411920040010101. PMID 1457683.[недоступне посилання](англ.)
34. ↑  Paxinos, 2011, с. 1121.
35. 1 2 3  Cranial Nerves and Nuclei II. Архів оригіналу за 11 липня 2013. Процитовано 23 березня 2013. (англ.)
36. ↑  Paxinos, 2011, с. 1121-1122.
37. ↑  Головацький, 3 том, 2009, с. 17-18.
38. ↑  Головацький, 3 том, 2009, с. 19-21.
39. ↑  Головацький, 3 том, 2009, с. 22-23.
40. ↑  Luigi Cattaneo, Giovanni Pavesi (2014). The facial motor system. Neuroscience and Biobehavioral Reviews. 38: 135—159. doi:10.1016/j.neubiorev.2013.11.002. PMID 24239732.(англ.)
41. ↑  Головацький, 3 том, 2009, с. 18.
42. ↑  Головацький, 3 том, 2009, с. 23.
43. 1 2  Willson-Pawells, 2010, с. 96-97.
44. ↑  Willson-Pawells, 2010, с. 98.
45. ↑  Головацький, 2 том, 2007, с. 250.
46. ↑  Головацький, 2 том, 2007.
47. 1 2  Головацький, 2 том, 2007, с. 315.
48. 1 2  Paxinos, 2011, с. 1128-1130.
49. ↑  Paxinos, 2011, с. 1131-1132.
50. ↑  Slobodan MARINKOVIC, Hirohiko GIBO (1996). Trigeminocerebellar artery - anatomy and possible clinical significance. Neurologia medico-chirurgica. 36 (4): 215—219. doi:10.2176/nmc.36.215.(англ.)
51. ↑  Slobodan MARINKOVIC, Milan Milisavljevic (2003). Blood supply of the trigeminal ganglion and nerve root. International Congress Series Volume. 1240: 1101—1106.(англ.)
52. ↑  Augustin Ozanne (2008). Arterial Vascularization of the Cranial Nerves. Neuroimaging Clinics of North America. 18 (2): 431—439. doi:10.1016/j.nic.2007.12.010.(англ.)
53. 1 2 3  Brodal, 2010.
54. 1 2 3  Ted L. Tewfik, Arlen D Meyers. Trigeminal Nerve Anatomy (Microanatomy). Medscpape. Архів оригіналу за 11 липня 2013. Процитовано 21 квітня 2013.(англ.)
55. ↑  Leigh, 2006.
56. ↑  Thomas Hummel, Andrew Livermore (2002). Intranasal chemosensory function of the trigeminal nerve and aspects of its relation to olfaction (PDF). International Archives of Occupational and Environmental Health. 75 (5): 305—313. doi:10.1007/s00420-002-0315-7. PMID 11981669.(англ.)
57. ↑  Purves, 2008, с. 417—418.
58. ↑  Murat Songu, Cemal Cingi (2009). Sneeze reflex: facts and fiction. Therapeutic Advances in Respiratory Disease. 3 (3): 131—141.(англ.)
59. ↑  H. Koizumi, K. Nomura, Y. Yokota, A. Enomoto, T. Yamanishi, S. Iida, K. Ishihama, M. Kogo (2009). Regulation of Trigeminal Respiratory Motor Activity in the Brainstem. Journal of Dental Research. 88 (11): 1048—1053. doi:10.1177/0022034509345998.(англ.)
60. ↑  Schaller B (2009). The trigemino-cardiac reflex: an update of the current knowledge. Journal of Neurosurgical Anesthesiology. 21 (4): 187—195. doi:10.1097/ANA.0b013e3181a2bf22.. PMID 19542994. {{cite journal}}: Перевірте значення |doi= (довідка)(англ.)
61. ↑  Jeon DG (2014). Trigemino-cardiac reflex: occurrence of asystole during trans-sphenoidal adenomectomy: a case report. Korean Journal of Anesthesiology. 67 (3): 209—212. doi:10.4097/kjae.2014.67.3.209. PMID 25302098.(англ.)
62. ↑  Paxinos, 2011, с. 1126.
63. 1 2 3 4  Brazis, 2011, с. 309.
64. 1 2  В.І. Смоланка. Невралгія трійчастого нерва: механізми розвитку, діагностика та лікування. Здоров'я України. Архів оригіналу за 10 січня 2014. Процитовано 28 грудня 2013.
65. ↑  Todd P Thompson, Peter J Jannetta, Thomas J Lovely, Mark Ochs (1999). Unilateral trismus in a patient with trigeminal neuralgia due to microvascular compression of the trigeminal motor root. Oral and Maxillofacial Surgery. 57 (1): 90—92. doi:10.1016/S0278-2391(99)90643-2.
66. ↑  Richard D. Sanders (2010). The Trigeminal (V) and Facial (VII) Cranial Nerves: Head and Face Sensation and Movement (PDF). Psychiatry. 7 (1): 13—16. Архів оригіналу (PDF) за 23 січня 2022. Процитовано 26 травня 2016.
67. 1 2 3  Willson-Pawells, 2010, с. 107-109.
68. 1 2 3  P Woolfall, A Coulthard (2001). Trigeminal nerve: anatomy and pathology. British Journal of Radiology. 74 (881): 458—467. doi:10.1259/bjr.74.881.740458.(англ.)
69. ↑  Manish K Singh, Robert A Egan. Trigeminal Neuralgia Workup. Medscape. Архів оригіналу за 10 січня 2014. Процитовано 1 жовтня 2013.(англ.)
70. ↑  Willson-Pawells, 2010, с. 103-105.
71. ↑  Trigeminal Neuralgia Fact Sheet. NINDS. Архів оригіналу за 10 січня 2014. Процитовано 28 грудня 2013. [Архівовано 2016-11-19 у Wayback Machine.](англ.)
72. ↑  Manish K Singh. Trigeminal Neuralgia. Medscape. Архів оригіналу за 10 січня 2014. Процитовано 28 грудня 2013.(англ.)
73. ↑  Christos Makos, George Noussios, Marinos Peios (2011). Herpes Zoster Of The Trigeminal Nerve-Two Cases Reports. The Internet Journal of Neurology. 13 (2).(англ.)
74. ↑  Brazis, 2011, с. 310.
75. 1 2 3  Brazis, 2011, с. 311.
76. ↑  Brazis, 2011, с. 316.
77. ↑  Brazis, 2011, с. 388-389.
78. ↑  NINDS Wallenberg's Syndrome Information Page. NINDS. Архів оригіналу за 18 березня 2014. Процитовано 23 березня 2013. (англ.)
79. ↑  Brazis, 2011, с. 392.
80. ↑  M. Krasnianski, T. Müller, S. Zierz, M. Winterholler (2009). Gasperini syndrome as clinical manifestation of pontine demyelination. European Journal of Medical Research. 14: 413—414. doi:10.1186/2047-783X-14-9-413. Архів оригіналу за 2 лютого 2014. Процитовано 22 січня 2014.{{cite journal}}:  Обслуговування CS1: Сторінки із непозначеним DOI з безкоштовним доступом (посилання) (англ.)
81. ↑  E. Wayne Massey, W. L. Brannon (1980). Cylindroma Causing Garcin's Syndrome. JAMA Neurology. 37 (12): 786. doi:10.1001/archneur.1980.00500610066014. Архів оригіналу за 1 лютого 2014. Процитовано 22 січня 2014.(англ.)
82. 1 2 3  I. Bone, D. M. Hadley (2005). Syndromes of the orbital fissure, cavernous sinus, cerebello- pontine angle, and skull base. Journal of Neurology, Neurosurgery & Psychiatry. Т. 76, № 3. с. 29—38. doi:10.1136/jnnp.2005.075259. Архів оригіналу за 22 лютого 2014. Процитовано 6 лютого 2014. (англ.)
83. 1 2  Brazis, 2011, с. 312-313.
84. 1 2 3  Brazis, 2011, с. 314.
85. ↑  Steven Yeh and Rod Foroozan (2004). Orbital apex syndrome (PDF). Current Opinion in Ophthalmology. 15 (6): 490—498. doi:10.1097/01.icu.0000144387.12739.9c. Архів оригіналу (PDF) за 22 грудня 2014. Процитовано 7 лютого 2014. [Архівовано 2014-12-22 у Wayback Machine.](англ.)(PDF)
86. 1 2  Ted L. Tewfik, Arlen D. Meyers. Trigeminal Nerve Anatomy. Архів оригіналу за 11 липня 2013. Процитовано 23 березня 2013. (англ.)
87. ↑  Gorlin, 2001, с. 741-742.
88. ↑  Steven H. Schechter. Raeder Paratrigeminal Syndrome. Medscape. Архів оригіналу за 18 березня 2014. Процитовано 28 грудня 2013.(англ.)
89. ↑  Masanori Takeoka, Amy Kao. Sturge-Weber Syndrome. Medscape. Архів оригіналу за 30 березня 2014. Процитовано 27 березня 2013.(англ.)
90. ↑  J. P. Shaw (1992). A history of the enumeration of the cranial nerves by European and British anatomists from the time of Galen to 1895, with comments on nomenclature. Clinical Anatomy. 5 (6): 464—484. doi:10.1002/ca.980050607.(англ.)
91. ↑  Matthew C. Davis, Christoph J. Griessenauer (2014). The naming of the cranial nerves: A historical review. Clinical Anatomy. 27 (1): 14—19. doi:10.1002/ca.22345. PMID 24323823.(англ.)
92. ↑  María Isabel Porras-Gallo, Áangel Peña-Meliáan,Fermín Viejo, Tomáas Hernáandez, Eduardo Puelles, Diego Echevarria, José Ramón Sañudo (2019). Overview of the History of the Cranial Nerves: From Galen to the 21st Century. The Anatomical Record. 302 (3): 381—393. doi:10.1002/ar.23928.(англ.)
93. ↑  Carlson, Matthew L.; Bradley, James; Van Gompel, Jamie J.; Tubbs, R. Shane (2017-10). The Disputed Discovery of Facial and Trigeminal Nerve Function: Revisiting the Contributions of Herbert Mayo and Charles Bell. Otology & Neurotology (англ.). Т. 38, № 9. с. 1376—1381. doi:10.1097/MAO.0000000000001535. ISSN 1531-7129. Процитовано 14 жовтня 2022.

### Українські джерела
- Головацький А. С., Черкасов В. Г., Сапін М. Р., Парахін А. І. Анатомія людини у трьох томах. — Вінниця : Нова Книга, 2009. — Т. 3. — 376 с. — 4000 прим. — ISBN 978-966-382-181-8.

- Головацький А. С., Черкасов В. Г., Сапін М. Р., Парахін А. І. Анатомія людини у трьох томах. — Вінниця : Нова Книга, 2007. — Т. 2. — 456 с. — 4000 прим. — ISBN 978-966-382-062-0.

### Іноземна література
- Привес М. Г., Лысенков Н. К., Бушкович В. И. Анатомия человека. — 12-е. — Санкт-Петербург : СПбМАПО, 2006. — 720 с. — ISBN 5-98037-028-5. (рос.)

- Тонков В. Н. Учебник нормальной анатомии человека. — 6-е. — Ленинград : Государственное издательство медицинской литературы, 1962. — 760 с. (рос.)

- Gerard J. Tortora, Bryan H. Derrickson. Principles of Anatomy & Physiology. — 13th. — John Wiley & Sons Inc, 2009. — 1344 с. — ISBN 978-0470-91777-0. (англ.)

- Linda Willson-Pawells, Elizabeth J Akesson,  Patricia A.  Stewart. Cranial Nerves in Health and Disease. — 3rd. — London : PMPH-USA, 2010. — 247 с. — ISBN 978-1607950318. (англ.)

- Ann B. Butler, William Hodos. Comparative Vertebrate Neuroanatomy: Evolution and Adaption. — 2nd. — New Jersey : John Wiley & Sons, Inc, 2005. — 715 с. — ISBN 978-0471210054. (англ.)

- Juergen K. Mai, George Paxinos. The Human Nervous System. — 3rd. — London : Elsiever Inc, 2011. — 1432 с. — ISBN 978-0123742360. (англ.)

- Paul W. Brazis, Joseph C. Masdeu. Localization in Clinical Neurology. — 6th. — Philadelphia : Lippincott Williams & Wilkins, 2011. — 668 с. — ISBN 978-1609132811. (англ.)

- Gerardo De Iuliis, Gerald DeIuliis, Dino Pulera. The Dissection of Vertebrates: A Laboratory Manual. — London : Academic Press, 2007. — 304 с. — ISBN 978-0120887767. (англ.)

- T. W. Sadler. Medical Embryology. — 12th. — Philadelphia : Lippincott Williams & Wilkins, 2012. — 384 с. — ISBN 978-1-4511-1342-6. (англ.)

- Per Brodal. The Central Nervous System. — 4th. — Oxford : Oxford University Press, 2010. — 608 с. — ISBN 978-0195381153. (англ.)

- R. John Leigh, David S. Zee. The Neurology of Eye Movements. — Oxford : Oxford University Press, 2006. — 776 с. — ISBN 978-0195300901. (англ.)

- Dale Purves. Neuroscience. — 4th. — Philadelphia : Sinauer Associates, 2008. — 857 с. — ISBN 978-0878936977. (англ.)

- Robert J. Gorlin, M. Michael Cohen, Raoul C.M. Hennekam. Syndromes of the Head and Neck. — 4th. — New York : Oxford University Press, 2001. — 1132 с. — ISBN 9780195118612. (англ.)